# Визер, Роланд
Роланд Визер (нем. Roland Wieser; род. 6 мая 1956, Чопау, Карл-Маркс-Штадт) — немецкий спортивный ходок, чемпион Европы, победитель и призёр розыгрышей Кубка мира по спортивной ходьбе, бронзовый призёр летних Олимпийских игр 1980 года в Москве.

## Карьера
В 1975 году в Афинах Визер стал чемпионом Европы среди юниоров в ходьбе на 10 км. Чемпион (1985), серебряный (1977, 1981) и бронзовый (1979, 1987) призёр розыгрышей Кубка мира. На Олимпиаде в Москве занял третье место, уступив ставшему чемпионом итальянцу Маурицио Дамилано (1:23.35,5) и советскому ходоку Пётру Поченчуку (1:25.45,4).